# Richard Woolrich
Richard Woolrich es un deportista sudafricano que compitió en triatlón. Ganó una medalla de plata en el Campeonato Africano de Triatlón de 2002.

## Palmarés internacional
| Campeonato Africano | Campeonato Africano   | Campeonato Africano | Campeonato Africano |
| Año                 | Lugar                 | Medalla             | Prueba              |
| ------------------- | --------------------- | ------------------- | ------------------- |
| 2002                | Port Louis (Mauricio) | Medalla de plata    | Individual          |